# 福里斯特 (亞利桑那州)
福里斯特（英語：Forrest）是位於美國亞利桑那州科奇斯縣的一個非建制地區。該地的面積和人口皆未知。

## 地理
福里斯特的座標為31°22′00″N 109°43′39″W / 31.36667°N 109.72750°W，而該地的平均海拔高度為1279米（即4196英尺）。